# Kẹo dừa

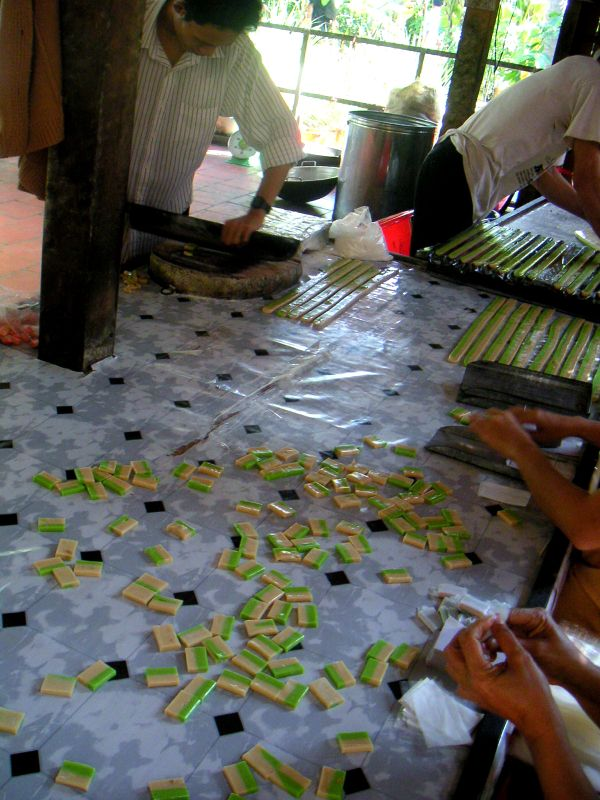
Traditionelle Herstellung von Kẹo dừa im Mekongdelta, Vietnam

Kẹo dừa (deutsch „Kokosnuss-Bonbon“) ist eine traditionelle vietnamesische Süßware aus der Provinz Bến Tre. Sie wird aus einer Kombination aus geriebenem Kokosnussfleisch, -creme, Kokosmilch, Zucker und oftmals Malzextrakt hergestellt. Die Konsistenz ist weich und zäh.
Die Mischung wird in großen Woks erhitzt und kontinuierlich verrührt, bis sie karamellisiert und dickflüssig wird. Die Mischung wird danach in Gussformen abgegossen und abgekühlt. Nach Abkühlung werden sie in rechteckiger Form geschnitten, in Reispapier eingehüllt und mit Öl getränktem Papier nochmals eingehüllt. Die doppelte Umhüllung stellt sicher, dass die Bonbons nicht am Papier kleben bleiben. Heutzutage gibt es von der Süßware viele Varianten, die oftmals einen Geschmack von gerösteten Erdnüssen, Pandanblättern oder Durian enthalten.
Kẹo dừa wird in die Vereinigten Staaten, nach Kanada und Europa exportiert und dort in Asia-Märkten verkauft.